# La caravana del valor: Una aventura dels Ewoks
La caravana del valor: Una aventura dels Ewoks (títol original: Caravan of Courage: An Ewok Adventure) és una pel·lícula  dirigida a la televisió dels Estats Units el 1984. La pel·lícula, situada en l'univers de ficció de La guerra de les galàxies, narra les aventures d'una família de nàufrags, la família Towani, la nau de la qual s'ha estavellat sobre la lluna boscosa d'Endor. Els pares de Mace i Cindel Towani són segrestats per un gorax, una criatura gegantesca i simiesca que viu a les muntanyes d'Endor i el jove Mace i la petita Cindel inicien llavors la lluita per rescatar als seus pares de les arpes del brutal i insensible gorax.
La pel·lícula està ambientada en algun moment entre L'Imperi contraataca i Star Wars episodi VI: El retorn del Jedi i aproximadament sis mesos abans dels fets mostrats en la seqüela La batalla d'Endor: Una aventura dels Ewoks.
Ha estat doblada al català.

## Argument
En la lluna boscosa d'Endor, la nau espacial de la família Towani està gairebé destrossada. La família Towani (Catarine, Jeremitt, Mace i Cindel) es troben atrapats. Quan Catarine i Jeremitt desapareixen, els nens es troben amb l'ewok Deej. Després que Mace tracta de matar-los, els ewoks aconsegueixen dominar-lo i s'emporten als nens a la casa dels ewoks. Allí, Cindel i Wicket es converteixen en amics. Poc després, els ewoks maten a un animal només per trobar un monitor de vida d'un dels pares Towani en la criatura.
Consulten a Logray, que els informa que els pares han estat capturats pel monstruós gorax, qual viu en un desert, en una zona perillosa. Una caravana d'Ewoks es forma per ajudar els nens a trobar els seus pares. Es reuneixen amb una wistie anomenat Izrina i un Ewok bulliciós anomenat Chukha Trok, abans d'arribar al cau del Gorax. S'ocupen del gorax en la batalla, alliberant a Jeremitt i Catarine, però Chukha Trok-és assassinat. El Gorax es creu destruït quan cau en un abisme, però es necessita un cop final de la Maça (amb-Trok de destral Chukha) per matar a la criatura, que tracta de tornar a pujar després d'ells. Una vegada reunits, els Towanis decideixen quedar-se amb els ewoks fins que puguin reparar la nau espacial i Izrina deixa per tornar amb la seva família.

## Repartiment
| Actor/Actriu           | Paper                |
| ---------------------- | -------------------- |
| Wilford Brimley        | Noa Briqualon        |
| Warwick Davis          | Wicket               |
| Aubree Miller          | Cindel               |
| Siân Phillips          | Charal               |
| Carel Struycken        | Terak                |
| Niki Botelho           | Teek                 |
| Paul Gleason           | Jeremitt             |
| Eric Walker            | Mace                 |
| Marianne Horine        | Young Witch          |
| Daniel Frishman        | Deej                 |
| Tony Coix              | Willy                |
| Pam Grizz              | Shodu                |
| Roger Johnson          | Tinent               |
| Michael Pritchard      | Jugador de cartes #1 |
| Johnny Weissmuller Jr. | Jugador de cartes #2 |
| Matthew Roloff         | Ewok amb crosses     |

## Premis
En el lliurament dels Premis Emmy de 1985 (és a dir, a l'any següent de la seva primera emissió en televisió) Caravan of Courage: An Ewok Adventure es va endur dos guardons:
- Outstanding Children's Programming («millor programa infantil»)
- Outstanding Special Visual Effects («millors efectes visuals»)